# Remedios de Oteyza
Remedios de Oteyza (Manilla, 7 juni 1920 - aldaar, 25 juni 1978) was een Filipijns ballerina en choreografe. 

## Biografie
Remedios de Oteyza werd geboren op 7 juni 1920 in de Filipijnse hoofdstad Manilla. Haar ouders waren Carlos de Oteyza uit Madrid en Manuela Alvarez uit Manilla. Remedios begon op achtjarige leeftijd met balletlessen in Spanje. Later kreeg ze les van Luva Adameit in Manilla. De uitbraak van de Tweede Wereldoorlog onderbrak een verdere balletopleiding in Europa. Na de oorlog kreeg ze les van Alicia Markova en Anton Dolin toen zij de Filipijnen aandeden. In 1947 richtte ze haar eigen balletschool in Manilla op, genaamd Classic Ballet Academy. Ook was ze de baas van de balletgroep Hariraya Ballet Company. De Oteyza was choreografe voor het Cultural Center of the Philippines (CCP). Ze stond bekend om haar abstracte neoklassieke balletvoorstellingen. Aan het einde van haar carrière gaf ze les aan de CCP Dance School en de ballet Foundation of the Philippines.
Remedios de Oteyza overleed in 1978 op 58-jarige leeftijd.

## Bron
- Carlos Quirino, Who's who in Philippine history, Tahanan Books, Manilla (1995)